# 高島昌二
高島 昌二（たかしま しょうじ、1931年 - 2016年）は、日本の社会学者。龍谷大学名誉教授、皇學館大学名誉教授。文学博士（文博第9号 京都大学）。
専門は、国際社会福祉論、福祉政策論、政治社会学。近年はスウェーデンの社会福祉に関する論文などを多数発表している。

## 来歴
1955年、神戸大学文学部を卒業、京都大学大学院文学研究科社会学専攻修士課程社会福祉学専攻をへて、1960年同博士課程社会学専攻を修了し、課程博士の学位を取得。
その後、京都大学助手から愛知学芸大学（愛知教育大学に改称）講師・助教授・教授、京都府立大学文学部教授、龍谷大学文学部教授、同社会学部教授・学部長を経て、1998年、皇學館大学社会福祉学部開設と同時に同学部教授および学部長（2004年まで）に就任。2007年に退任。
また1996年には藍綬褒章受章。

## 著書

### 単著
- 『現代社会学講義』（杉山書店、1974）
- 『現代社会学の基本問題』（晃洋書房、1981）
- 『スウェーデンの家族・福祉・国家』（ミネルヴァ書房、1997）
- 『スウェーデンの社会福祉』（ミネルヴァ書房、2001）
- 『スウェーデン社会福祉入門-スウェーデンの福祉と社会を理解するために』（晃洋書房、2007）

### 編著
- 『社会学-理論・学史・問題-』（税務経理協会、1979）
- 『転換期の社会福祉と福祉政策』（皇學館大学出版部、1999）
- 『福祉と政治の社会学的分析』（ミネルヴァ書房、2003）

### 共著
- 『政治社会学入門』（有斐閣、1980）
- 『日本政治を読む』（有斐閣、1987）
- 『現代を生きる社会学』（ミネルヴァ書房、1991）
- 『町内会の環境保護機能の実態調査研究』（龍谷大学社会学部、1998）
- 『社会・宗教・福祉』（法律文化社、2000）
- 『現代の社会学21世紀へ』（北樹出版、2004）
- 『21世紀初頭の家族・地域福祉と社会保障』（皇學館大学社会福祉学部月例文化講座7）（皇學館出版部、2005）
- 『小さな政府論が提起する新しい福祉課題 : 「高齢者・子ども・障害者・地域社会・国家」を再考する』（皇學館大学社会福祉学部月例文化講座9）（皇學館大学出版部、2007）

### 共編
- 『転換期の現代社会学』（アカデミア出版会、1981）

## 訳書
- 『社会学的接近 : イギリス社会学研究入門』（ミネルヴァ書房、1972）